# Blau de França
El blau de França (bleu de France en francès) és un color que s'ha utilitzat tradicionalment per representar França. El blau ha estat utilitzat en heràldica per la monarquia francesa com a mínim des del segle xii, amb la fleur-de-lis daurada dels reis sempre col·locada sobre un fons blau (en heràldica atzur). Una versió més clara, basada en el blau de la bandera de França, s'ha utilitzat en temps més recents, particularment en context esportiu. Els equips nacionals del país en tots els esports normalment utilitzen el blau com el seu color principal.
El blau és el color nacional francès de la carrosseria de cotxes de competició, per la qual cosa molts equips esportius automobilístics l'han utilitzat, entre els quals Alpine, Amilcar, Ballot, Bugatti, Delage, Delahaye, Gordini, Ligier, Mathis, Matra, Panhard, Pescarolo Sport, Prost Grand Prix, Rondeau, Salmson, Talbot-Lago i Voisin. Les dues excepcions notables són Citroën i Renault: el primer ha utilitzat vermell i blanc, mentre que el darrer groc i negre.

## Cotxes de carreres enbleu de France

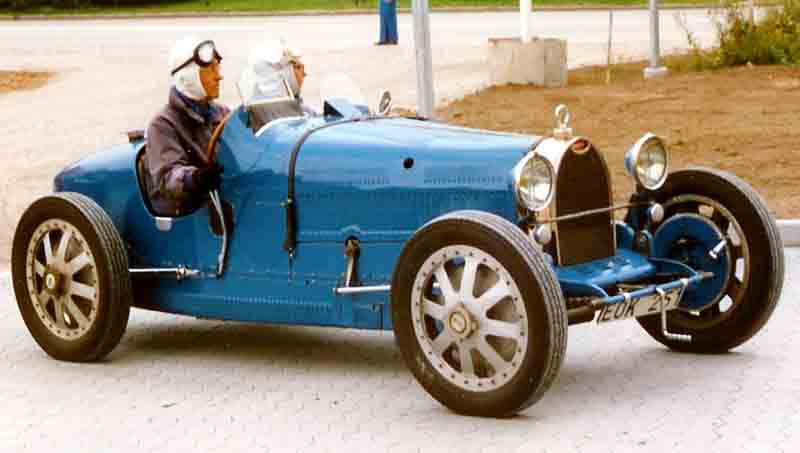
Bugatti Typ 35C Grand Prix Racer (1926)
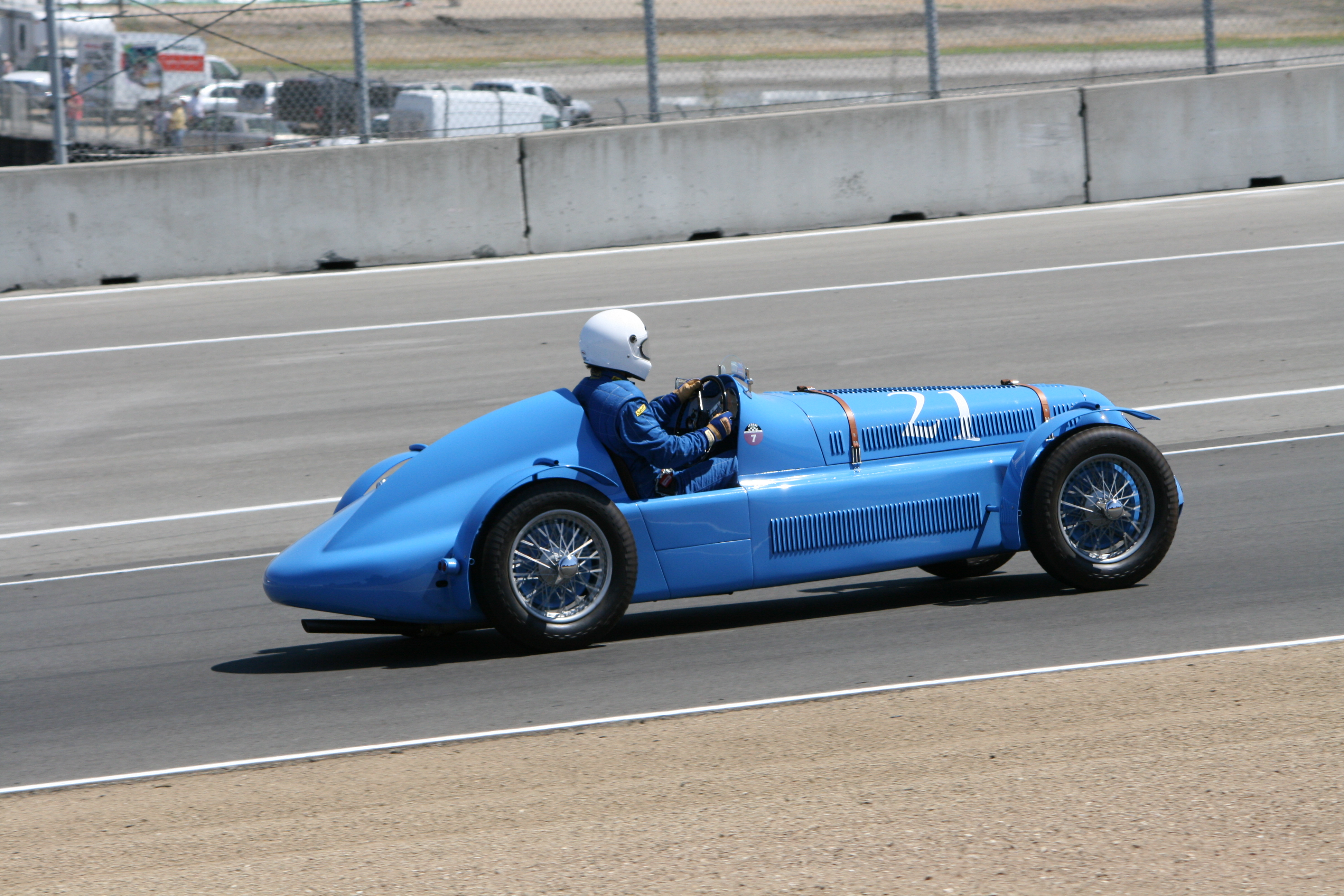
Delage D6
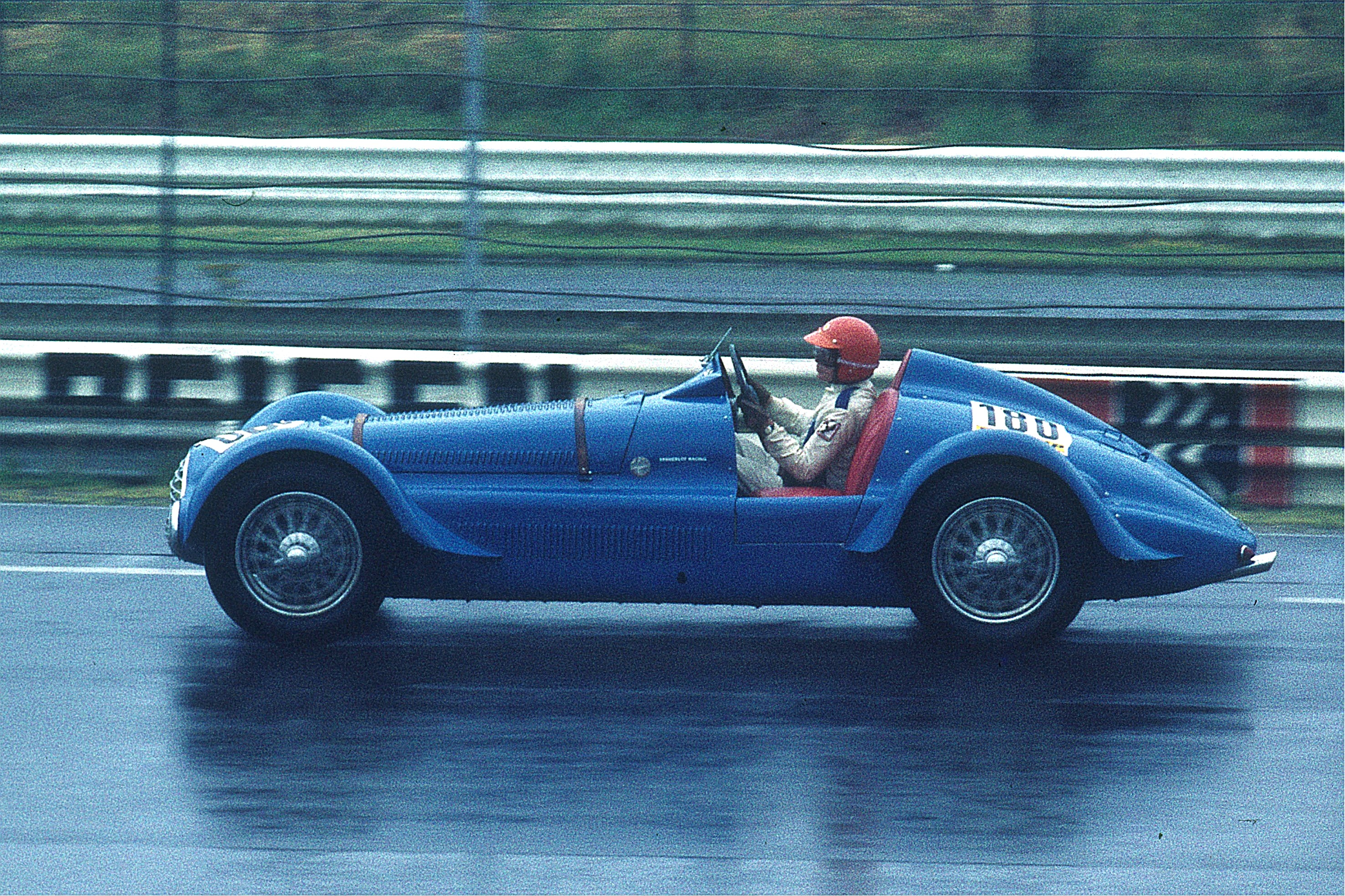
Delahaye 135 MS (1935)
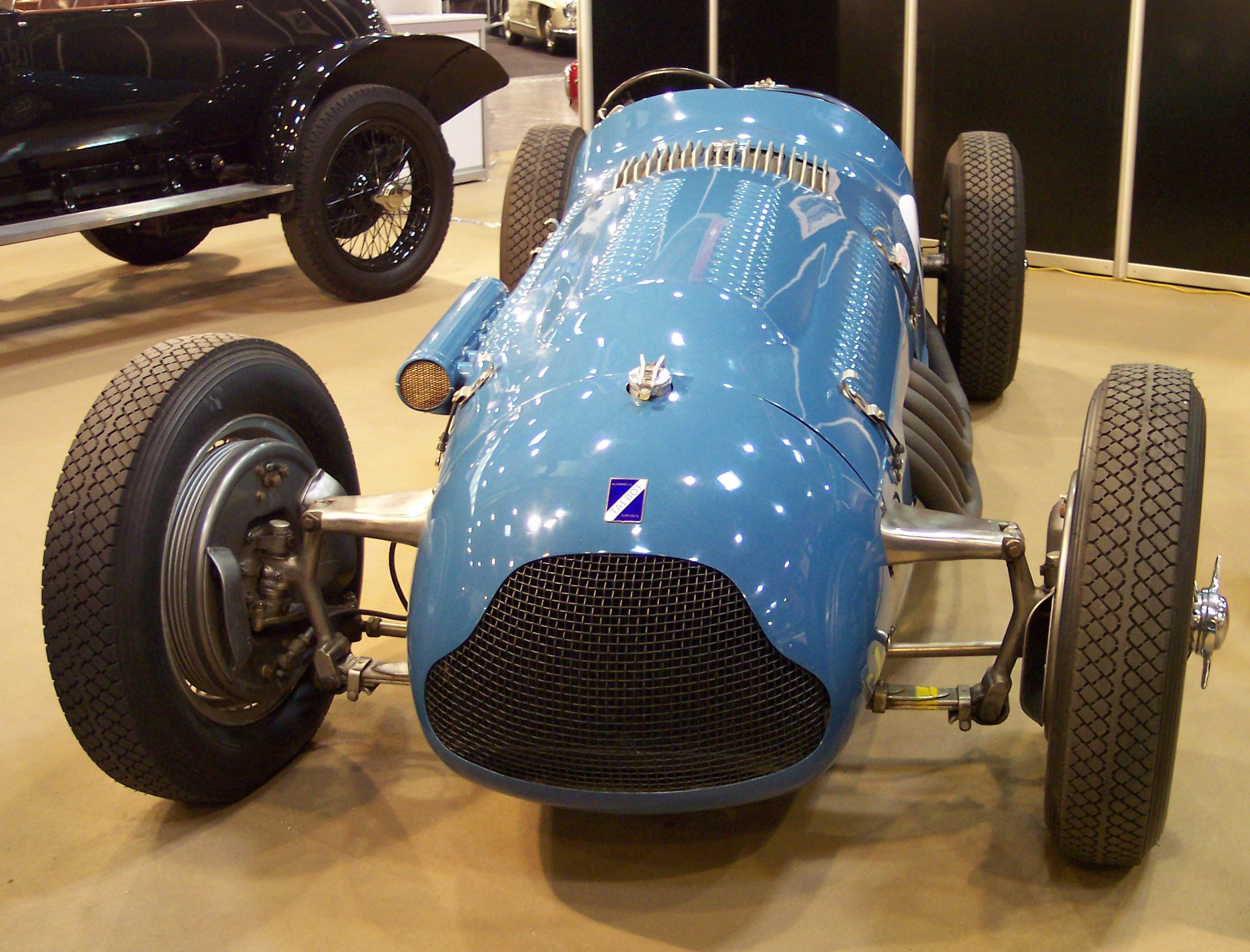
Talbot-Lago T26 Grand Prix (1949)
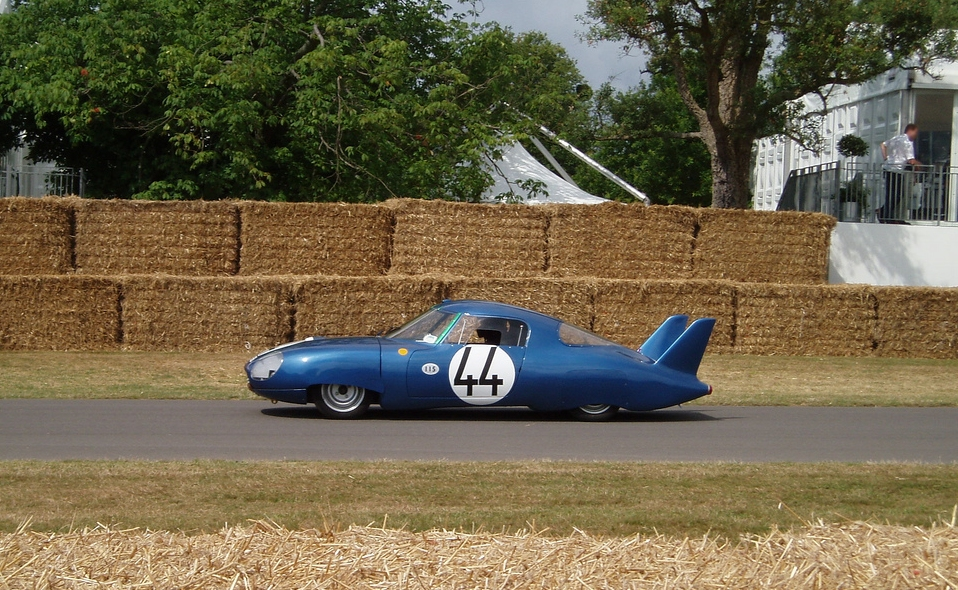
CD Panhard LM64 (1964)
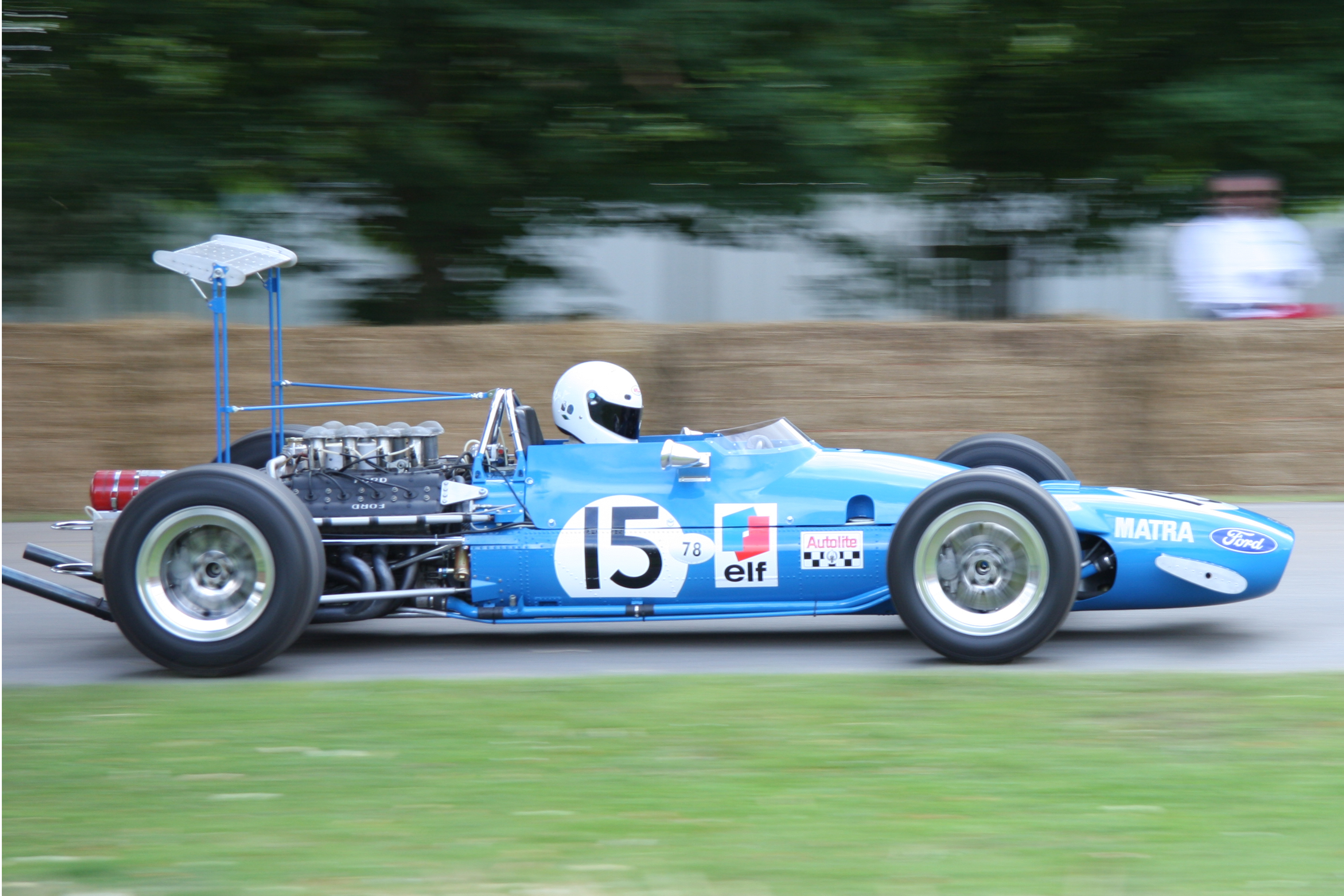
Matra MS10 (1968)
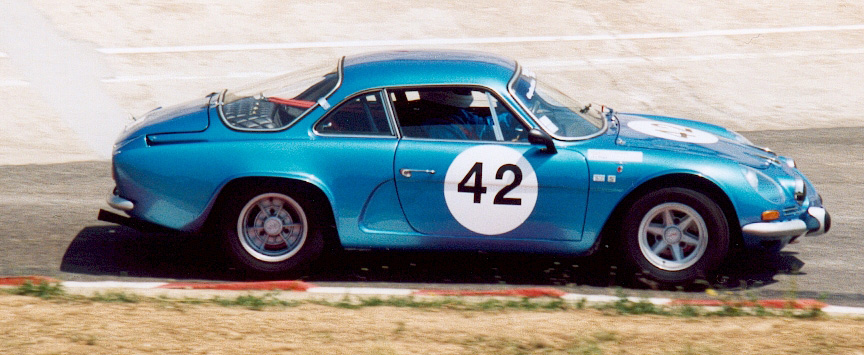
Alpine A110
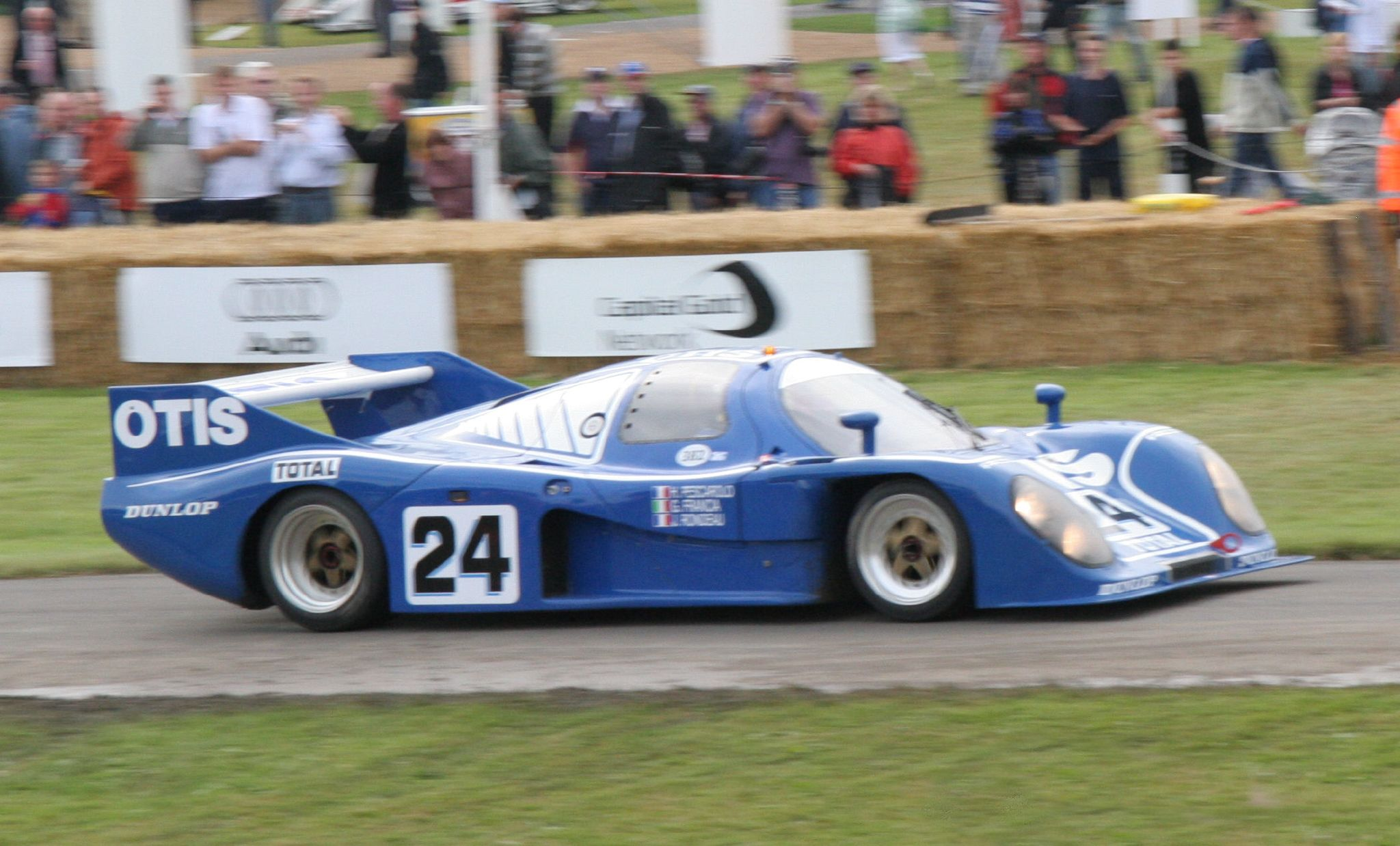
Rondeau M382
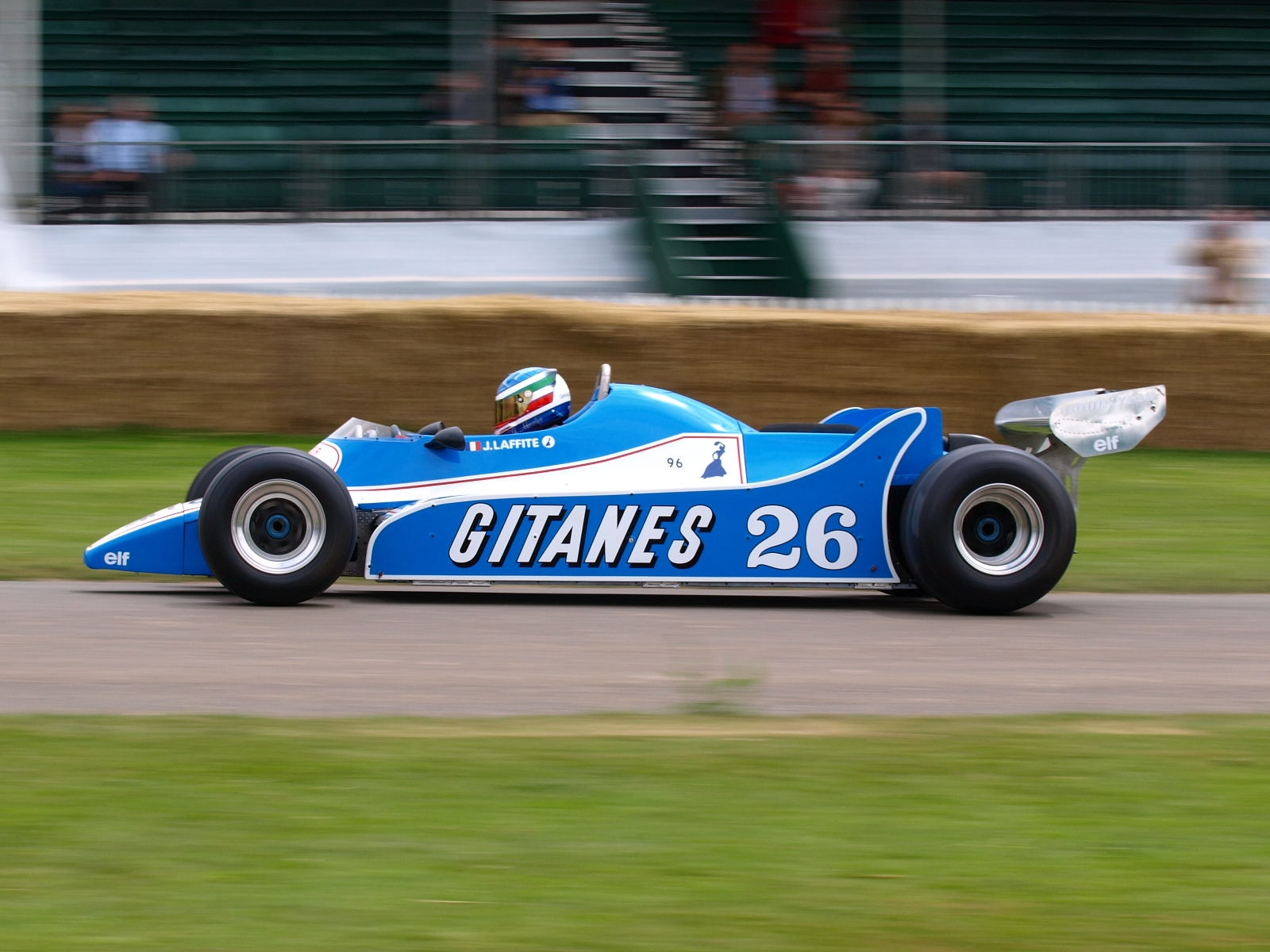
Ligier JS11-15 (1980)
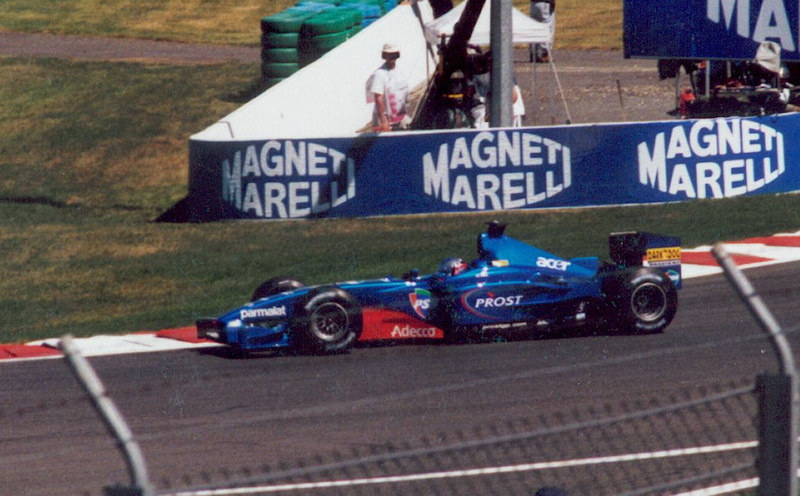
Prost AP04 F1 (2001)
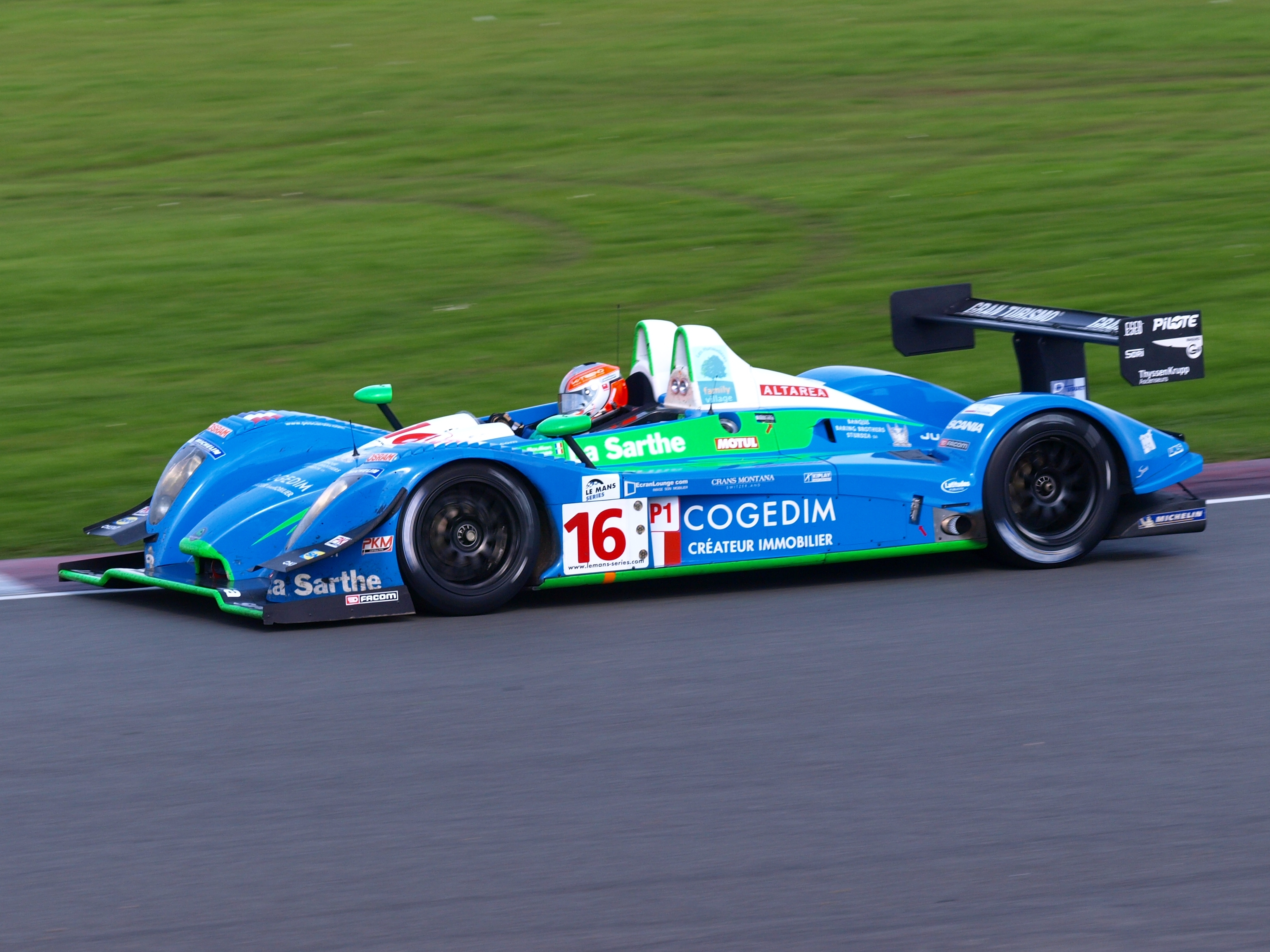
Pescarolo Sport 16 (2008)
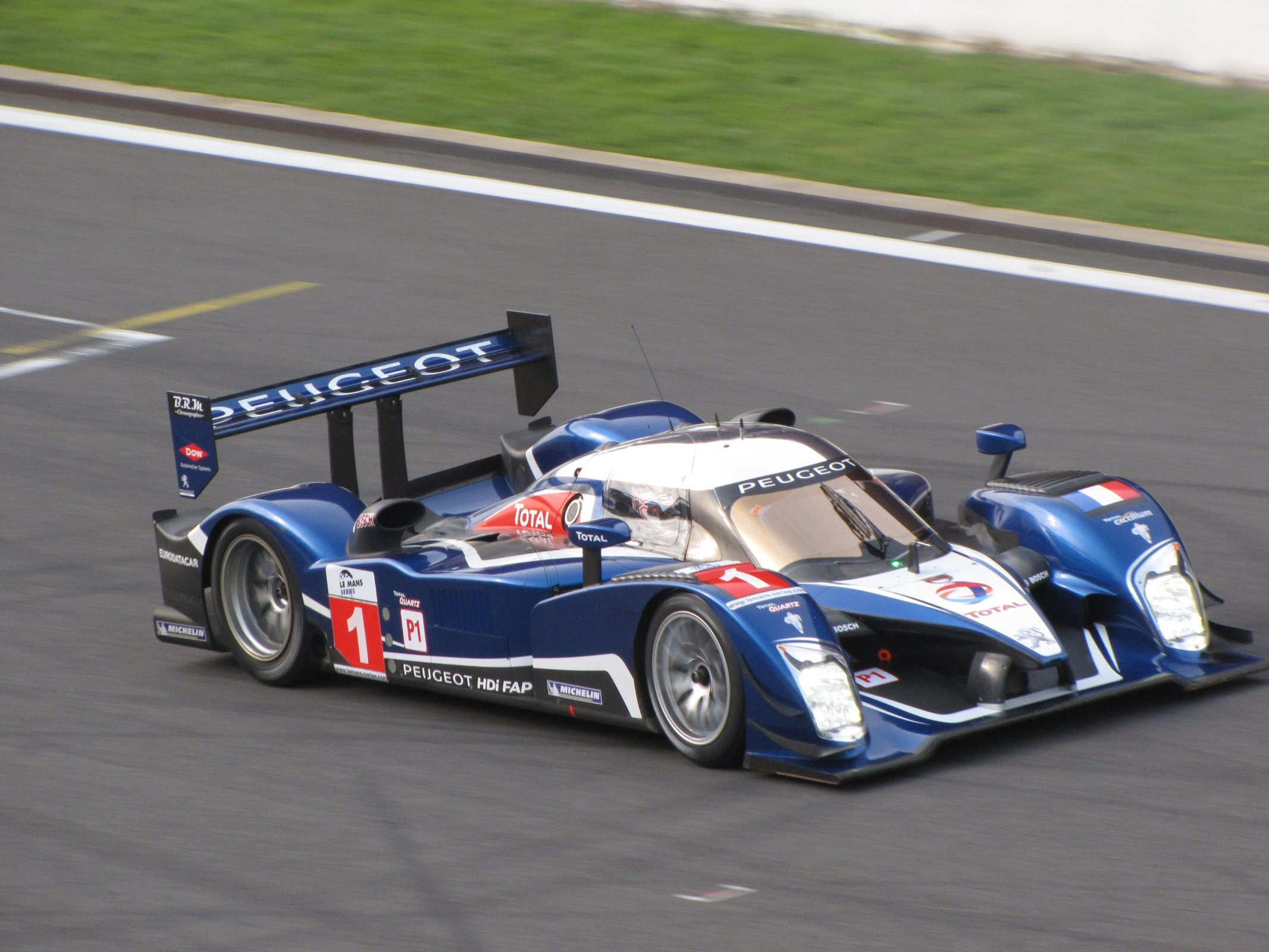
Peugeot 908 HDi FAP